# Catagramma aphidnella
Catagramma aphidnella är en fjärilsart som beskrevs av Embrik Strand. Catagramma aphidnella ingår i släktet Catagramma och familjen praktfjärilar. Inga underarter finns listade i Catalogue of Life.